# 싱가포르 창이 공항
싱가포르 창이 공항(영어: Singapore Changi Airport, 중국어: 新加坡樟宜机场, 말레이어: Lapangan Terbang Changi Singapura, 타밀어: சிங்கப்பூர் சாங்கி சர்வதேச விமானநிலையம், IATA: SIN, ICAO: WSSS)은 싱가포르섬의 동부 해안과 매립지에 건설된 국제공항으로 싱가포르 중심가에서 동북쪽으로 약 20 km 떨어진 곳에 위치하고 있으며 동남아시아의 대표 허브 공항이다.

## 개요
싱가포르 민간 항공국(CAAS)에서 운영하고 있으며 싱가포르 항공의 허브 공항이자 다른 78개 항공회사가 이용하고 있다. 항공편은 매주 4,000여 편에 달하여 세계 177개 도시를 연결하고 있다. 공항 직원 13,000여 명이며 매출액은 연간 약 45억달러에 달한다. 승객 운송뿐만 아니라 화물 운송도 세계에서 가장 번잡한 공항 중 하나로서 2004년에 178만 톤의 화물을 취급하였다.
이 공항은 매우 빠르게 성장하고 있다. 2005년에 3243만 명이 이용하여 전년보다 7% 성장하였다. 이로써 세계에서 26번째, 아시아에서 6번째의 승객 운송을 기록하였다. 2003년에 처음 도입된 항공 허브 발전 기금 같은 잇점이 여러 항공회사들을 끌어들이는 데 효과가 있었다. 새롭게 3억 달러의 기금이 2007년에 이 공항에 투자될 것인데, 현재의 2억 1,000만 달러의 기금은 2006년에 종료된다. 2006년 3월 26일에는 4,500만 달러의 저가항공 터미널(Budget Terminal)이 운영을 시작하였다. 계속되는 성장과 이 공항에 기반을 둔 싱가포르 항공 덕분에 이 공항은 세계 최고의 공항으로 꾸준히 선정되고 있다.

## 역사
창이 공항은 1975년 6월부터 싱가포르섬의 동부 해안에 건설되었으며, 1981년 12월 29일에 공식 개항하였다. 13km2의 공항 부지 중 2km2는 해안의 늪 지대를, 6.7km2는 바다를 매립하여 조성하였다.
이곳은 공항 건설 전에도 싱가포르 공군의 창이 공군기지(Changi Air Base)였다. 1942년에 싱가포르를 점령한 일본군이 1943년부터 1944년까지 포로들을 동원해 비포장 교차활주로를 만들었고, 종전 후 영국군이 공군기지로 사용하였다.

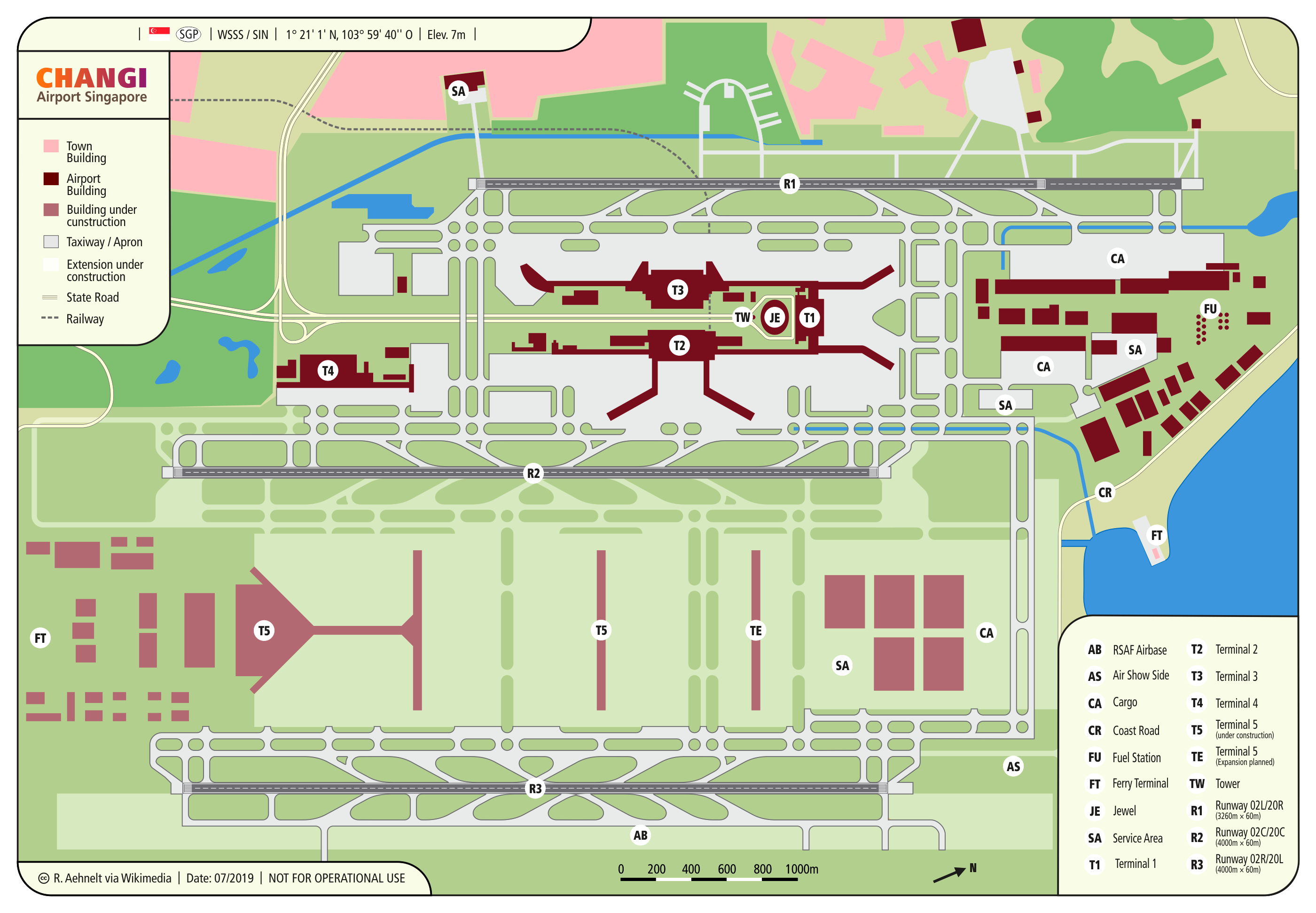
창이 공항 배치도 (그림의 오른쪽이 북쪽)

창이 공항은 1981년에 서쪽의 공군기지와 공동으로 사용하는 1개의 활주로(02L/20R)로 개항하였고, 제1활주로에서 동쪽으로 1.6km를 이격해 제2활주로(02C/20C, 개장 당시 02R/20L)가 건설되었다. 이후 1993년부터 2002년까지 공항의 동쪽 바다가 20 km2 추가로 매립되었고, 이 매립지에 제2활주로에서 동쪽으로 1.8km를 이격해 제3활주로(02R/20L, 개장 당시 01/19)가 2004년에 길이 2750 m로 건설되었다.
제3활주로는 2016년 4월부터 2018년 6월까지 길이 4,000m로 연장·재포장하였고, 현재는 싱가포르 공군이 단독으로 사용하고 있다. 이곳과 제2활주로 사이에 터미널 5가 개장하면 공항 부지는 11km2가 늘어나 총 24km2에 이르게 되고, 제1활주로와 제3활주로는 싱가포르 공군과 공동으로 사용하게 된다.

## 터미널

### 터미널 1
1981년 7월 하루 문 게이트 수: 29개다.
주로 원 월드에 가입하는 항공사들이 발착한다. 이 동맹에 가입된 항공사의 라운지와 항공사나 이용 등급에 불구하고 유료로 이용할 수 있는 공항 라운지(Plaza Premium Lounge) 등도 마련되고 있다.

### 터미널 2
1991년 6월 1일에 개항했으며, 하루 문 게이트 수는 35이다.

### 터미널 3
2008년 1월 9일에 개항했으며, 하루 문 게이트 수는 28개다.
터미널 4

### 버젯트 터미널
버젯트 터미널은 저비용 항공사 터미널로 2006년 3월 26일에 개업했다. 설비를 간소화하고 통상의 터미널 이용료 28싱가포르 달러에 대한 15달러(2011년 4월부터는 18달러)로 했다. 버젯트 터미널은 터미널 4에 개축하기 위해서 2012년 9월 25일을 가지고 폐쇄되고 이용하고 있던 항공사는 터미널 1,2에 이전했다.

## 운항 노선

### 여객 노선
| 항공사                 | 목적지 |
| ---------------------- | --- |
| 싱가포르 항공          | 광저우, 나고야(주부), 뉴어크, 뉴욕(JFK), 다낭, 다윈, 다카, 덴파사르, 도쿄(나리타), 도쿄(하네다), 두바이, 런던(개트윅), 런던(히드로), 로마(피우미치노), 로스앤젤레스, 마닐라, 말레, 맨체스터, 메단, 멜버른, 뭄바이, 뮌헨, 밀라노(말펜사), 바르셀로나, 반다르스리브가완, 방콕(수완나품), 베이징(다싱), 베이징(수도), 벵갈루루, 부산, 브뤼셀, 브리즈번, 상하이(푸둥), 샌프란시스코, 샤먼, 서울(인천), 선전, 세부, 수라바야, 시드니, 시애틀(터코마), 씨엠립, 아메다바드, 암스테르담, 애들레이드, 양곤, 오사카(간사이), 오클랜드, 요하네스버그, 이스탄불(아르나부코이), 자카르타(수카르노 하타), 청두(톈푸), 첸나이, 충칭, 취리히, 카트만두, 케언스, 케이프타운, 코치, 코펜하겐, 콜롬보, 콜카타, 쿠알라룸푸르, 크라이스트처치, 타이페이(타오위안), 파리(샤를 드 골), 퍼스, 페낭, 푸켓, 프놈펜, 프랑크푸르트, 하노이, 하이데라바드, 호치민, 홍콩, 후쿠오카, 휴스턴(인터콘티넨털) 계절편: 삿포로 |
| 스쿠트                 | 광저우, 난닝, 난징, 난창, 닝보, 다바오, 덴파사르, 도쿄(나리타), 랑카위, 롬복, 마나도, 마닐라, 마카사르, 마카오, 멜버른, 미리, 발릭파판, 방콕(수완나품), 베를린, 비엔티안, 삿포로, 서울(인천), 선양, 세부, 수라바야, 시드니, 시부, 시안, 아테네, 암리차르, 오사카(간사이), 우한, 욕야카르타, 이포, 자카르타(수카르노 하타), 정저우, 제다, 제주, 지난, 창사, 첸나이, 치앙마이, 칭다오, 코사무이, 코임바토르, 코타키나발루, 콴탄, 쿠알라룸푸르, 쿠칭, 쿤밍, 클라크, 타이페이(타오위안), 톈진, 티루바난타푸람, 티루치라팔리, 퍼스, 페낭, 페칸바루, 푸저우, 푸켓, 하노이, 하이커우, 핫야이, 항저우, 호치민, 홍콩 |
| 대한항공               | 서울(인천) |
| 아시아나항공           | 서울(인천) |
| 제주항공               | 부산 |
| 티웨이항공             | 서울(인천) |
| 중국국제항공           | 베이징(수도), 상하이(푸동), 청두(톈푸), 충칭 |
| 중국남방항공           | 베이징(다싱), 광저우, 선전 |
| 중국동방항공           | 베이징(다싱), 난징, 상하이(푸둥), 우한, 창사, 항저우, 허페이 |
| 산동 항공              | 지난 |
| 샤먼 항공              | 샤먼, 콴저우, 푸저우, 항저우 |
| 선전 항공              | 선전 |
| 쓰촨 항공              | 청두(톈푸) |
| 준야오 항공            | 상하이(푸둥) |
| 춘추항공               | 상하이(푸둥), 충칭 |
| 충칭 항공              | 충칭 |
| 하이난 항공            | 하이커우 |
| 에어 마카오            | 마카오 |
| 캐세이퍼시픽 항공      | 홍콩, 방콕(수완나품) |
| 일본항공               | 도쿄(나리타), 도쿄(하네다) |
| 전일본공수             | 도쿄(나리타), 도쿄(하네다) |
| 에어 재팬              | 도쿄(나리타) |
| 집에어 도쿄            | 도쿄(나리타) |
| 중화항공               | 타이페이(타오위안), 가오슝 |
| 에바 항공              | 타이페이(타오위안) |
| 스타룩스 항공          | 타이페이(타오위안) |
| 아에로딜리             | 딜리 |
| 티모르 항공            | 딜리 |
| 미얀마 국제항공        | 양곤 |
| 미얀마 내셔널 항공     | 양곤 |
| 말레이시아 항공        | 쿠알라룸푸르, 쿠칭 |
| 바틱 에어 말레이시아   | 쿠알라룸푸르 |
| 에어아시아             | 쿠알라룸푸르, 랑카위, 이포, 코타키나발루, 쿠칭, 페낭 |
| 파이어플라이           | 페낭 |
| 베트남 항공            | 하노이, 호치민 |
| 비엣제트 항공          | 하노이, 다낭, 호치민 |
| 로얄 브루나이 항공     | 반다르브리스가완 |
| 가루다 인도네시아 항공 | 자카르타(수카르노 하타), 덴파사르, 수라바야 |
| 시티링크               | 자카르타(수카르노 하타) |
| 바틱 에어              | 자카르타(수카르노 하타), 덴파사르, 메단 |
| 인도네시아 에어아시아  | 자카르타(수카르노 하타), 덴파사르 |
| 트랜스누사 항공        | 자카르타(수카르노 하타) |
| 캄보디아 항공          | 프놈펜, 싼야 |
| 타이 항공              | 방콕(수완나품) |
| 방콕 항공              | 코사무이 |
| 타이 리이온에어        | 방콕(돈므앙) |
| 타이 비엣제트 항공     | 방콕(수완나품) |
| 타이 에어아시아        | 방콕(돈므앙), 치앙마이, 푸켓, 핫야이 |
| 에어 뉴기니            | 포트모르즈비 |
| 필리핀 항공            | 마닐라 |
| 세부퍼시픽             | 마닐라, 세부, 클라크 |
| 비맘 방글라데시 항공   | 다카 |
| US 방글라 항공         | 다카 |
| 두루크에어             | 파로, 구와하티 |
| 스리랑카 항공          | 콜롬보 |
| 에어 인디아            | 델리, 뭄바이, 벵갈루루, 첸나이 |
| 에어 인디아 익스프레스 | 마두라이, 첸나이, 티루치라팔리 |
| 비스타라 항공          | 델리, 뭄바이, 푸네 |
| 인디고 항공            | 델리, 뭄바이, 벵갈루루, 부바네슈와르, 첸나이, 콜카타, 티루치라팔리, 하이데라바드 |
| 걸프 에어              | 마나마, 방콕(수완나품) |
| 사우디아 항공          | 제다 |
| 에미레이트 항공        | 두바이, 멜버른, 프놈펜 |
| 에티하드 항공          | 아부다비 |
| 카타르 항공            | 도하 |
| 에티오피아 항공        | 아디스아바바, 쿠알라룸푸르 |
| 영국항공               | 런던(히드로), 시드니 |
| TUI 항공               | 전세편: 런던(개트윅), 맨체스터, 버밍엄 |
| 에어 프랑스            | 파리(샤를 드 골) |
| 루프트한자             | 뮌헨, 프랑크푸르트 |
| KLM                    | 암스테르담, 덴파사르 |
| 스위스 국제항공        | 취리히 |
| 터키항공               | 이스탄불(아르나부코이), 멜버른 |
| 핀에어                 | 헬싱키 |
| 유나이티드 항공        | 샌프란시스코 |
| 에어 캐나다            | 밴쿠버 |
| 콴타스 항공            | 런던(히드로), 멜버른, 브리즈번, 시드니, 퍼스 |
| 콴타스 링크            | 다윈 |
| 제트스타 항공          | 멜버른, 퍼스 |
| 에어 뉴질랜드          | 오클랜드 |
| 에어칼린               | 누메아 |
| 알리 팔라우 항공       | 코로르 |
| 피지 항공              | 난디 |

### 화물 노선
| 항공사                   | 목적지 |
| ------------------------ | --- |
| 싱가포르 항공 카고       | 광저우, 나이로비, 댈러스, 델리, 런던(히드로), 로스앤젤레스, 멜버른, 뭄바이, 베이징(수도), 뱅갈루루, 브뤼셀, 상하이(푸둥), 샤르자, 선전, 시드니, 암스테르담, 앵커리지, 오클랜드, 요하네스버그, 청두(톈푸), 첸나이, 충칭, 타이페이(타오위안), 홍콩 |
| 대한항공 카고            | 서울(인천), 마닐라, 쿠알라룸푸르, 페낭, 하노이 |
| 에어제타                 | 서울(인천), 하이커우 |
| 중국화물항공             | 방콕(수완나품), 상하이(푸둥) |
| 수파르나 항공 카고       | 상하이(푸둥), 톈진 |
| 톈진 항공 카고           | 난닝, 싼야 |
| SF 항공                  | 선전, 하이커우, 항저우 |
| YTO 화물 항공            | 항저우, 화이안 |
| 케세이퍼시픽 카고        | 홍콩, 페낭, 프놈펜, 하노이 |
| 에어 홍콩                | 홍콩 |
| 홍콩 항공 카고           | 홍콩 |
| ANA 카고                 | 도쿄(나리타) |
| 일본화물항공             | 도쿄(나리타), 방콕(수완나품), 홍콩 |
| 중화항공 카고            | 타이페이(타오위안), 마닐라, 방콕(수완나품), 페낭 |
| 에바 항공 카고           | 타이페이(타오위안), 방콕(수완나품), 페낭 |
| 라야 항공                | 수방 |
| 마이 인도 항공           | 반다르스리브가완, 발릭바판, 선전, 세마랑, 수라바야, 자카르타(수카르노 하타), 쿠알라룸푸르, 하이커우, 호치민 |
| 아시아 카고 항공         | 자카르타(수카르노 하타), 딜리, 마닐라, 마카오, 방콕(수완나품), 베이루트, 쿠알라룸푸르, 하노이, 호치민 |
| K-Mile 항공              | 방콕(수완나품), 자카르타(수카르노 하타) |
| 에미레이트 스카이카고    | 두바이(알막툼), 멜버른, 시드니, 홍콩 |
| 카타르 항공 카고         | 도하, 나고야(주부), 마카오, 멜버른, 오사카(간사이), 호치민, 홍콩 |
| 실크웨어 웨스트 항공     | 바쿠, 카이로, 포트모리즈비 |
| 에어로로직               | 라이프치히/할레, 마나마, 방콕(수완나품), 벵갈루루, 프랑크푸르트, 홍콩 |
| DHL 항공                 | 다윈, 로스앤젤레스, 멜버른, 시드니, 신시내티, 타이페이(타오위안), 호놀룰루 |
| 카고룩스                 | 룩셈부르크 시티, 두바이(알막툼), 로스앤젤레스, 리야드, 방콕(수완나품), 시카고(오헤어), 앵커리지, 정저우, 쿠알라룸푸르, 타이페이(타오위안), 홍콩                                                                                                  |
| 터키 항공 카고           | 이스탄불(아르나부코이) |
| 에어 애틀랜타 아이슬란드 | 나이로비, 두바이(알막툼), 리에주, 서울(인천), 요하네스버그, 프랑크푸르트, 한, 홍콩 |
| 아틀라스 항공            | 도쿄(나리타), 리에주, 샤먼, 서울(인천), 암스테르담 |
| 칼리타 에어              | 나고야(주부), 마나마, 멜버른, 로스앤젤레스, 시드니, 신시내티, 홍콩 |
| 페덱스 익스프레스        | 광저우, 도쿄(나리타), 두바이, 멤피스, 방콕(수완나품), 시드니, 앵커리지, 오사카(간사이), 인디애나폴리스, 자카르타(수카르노 하타), 클라크, 타이페이(타오위안), 파리(샤를 드 골), 페낭, 호놀룰루, 호치민, 홍콩                                      |
| 폴라에어 카고            | 나고야(주부), 도쿄(나리타), 서울(인천), 신시내티, 앵커리지, 타이페이(타오위안), 홍콩 |
| UPS 항공                 | 루이스빌, 서울(인천), 선전, 시드니, 앵커리지, 페낭, 하노이, 홍콩 |
| 타스만 카고 에어         | 멜버른 |

## 연계 교통
창이 공항은 처음부터 육상 운송 고려사항을 염두에 두고 건설되었으며, 공항과 연계하여 동부 해안 파크웨이를 건설하고 개항하여 도심과의 직접적인 연계를 제공하였다. 약 20km(12mi)의 거리에서, 고속 도로 거의 전적으로 개간된 땅에, 따라서 싱가포르의 이스트 코스트의 기존 도로망 차질 최소화 건설되었다.
네 개의 주요 여객터미널 건물이 서로 상대적으로 가깝음에도 불구하고, CAAS(싱가포르 민항 당국)는 여행객들을 위한 터미널 간 더 빠르고 더 편리한 이동을 가능하게 하기 위해 창이 공항 스카이트레인 이동 시스템을 구축하기로 결정했다. 이 시스템은 2007년 미쓰비시가 제공하는 신기술로 업그레이드가 되었으며, 터미널 3과 연결되고 체크인 승객을 구별되는 선로에서 일반 대중과 분리하였다.

### 창이 공항 스카이트레인
터미널 1, 2, 3은 05:00부터 02:30까지 운행하는 무료 스카이트레인 서비스로 연결된다. 운행하지 않는 시간 동안, 환승 구역의 여행자는 터미널 간 여행자를 통해 걸어서 터미널 내에서 이동할 수 있다. 공공지역 여행객을 위해 무료 셔틀버스 서비스가 3개의 터미널을 연결할 것이다.
24시간 무료 공항 셔틀 버스 서비스는 대중교통과 환승 지역 모두에서 터미널 2와 터미널 4 사이를 운행한다. 그 여행은 약 8분에서 10분 정도 걸린다.

### 터미널 간 교통

#### 철도
매스 래피드 트랜싯(MRT)의 창이 에어포트역이 있다.역은 터미널 2와 3의 중간 근처의 지하에 있는, 터미널에서 직접 갈 수 있다.창이에어포트역은 동서선 장기에어포트지선으로 개설됐다.
2002년 2월 8일 완공 당시는 공항에서 시내 중심부와 섬의 서쪽까지 직통 전철을 운행했지만, 공항에서 이용자보다 본선의 이용자들이 많아 2003년 7월 22일부터는 본선과 지선이 만나는 타나·메라 역과 장기·공항 역을 거둘 수 있도록 개선되었다.
따라서 공항에서 도심까지 가려면 타나메라 역에서 환승해야 한다.

#### 노선 버스
노선버스는 MRT가 개통될 때까지는 이용객이나 공항 노동자에게 있어서 주된 교통수단이었다.노선 버스는 SBS트랜싯과 SMRT버스로 운행되며 각 터미널 지하에 있는 버스 터미널이 있고, 버스는 터미널 3, 1, 2의 순서로 경유한다.

#### 택시
택시 승강장은 모든 공항터미널 빌딩의 도착홀에 있다.

## 사건 및 사고
- 2015년 10월 11일, 싱가포르에서 싱가포르 항공 소속 에어버스 A330-300 항공기가 점검 도중 본체앞부분이 공항 바닥으로 내려앉았다. 싱가포르항공 측은 성명을 통해 점검 도 중 기체 밖으로 내려와있던 항공기 앞바퀴가 기체 속 원위 치로 되돌아갔다며 사고 당시 항공기에는 승무원과 승객들 이 타고 있지 않아 인명 피해는 없었다. 이 항공기는 이날 자정에 상하이에서 홍콩행 출발이 지연되었다.
- 2017년 11월 29일, 싱가포르 항공이 토잉카로 출발 준비를 하려고 했는데, 토잉카에 화재가 났으나, 부상자는 없었다.
- 2018년 2월 6일, 싱가포르 국제 에어쇼에 참가한 공군 특수비행팀 블랙이글스 소속 초음속 항공기 한 대가 활주로 이탈 사고를 내면서 창이 공항 항공기 이착륙이 지연됐었다.

## 대한민국관련
싱가포르 창이 국제공항의 제2터미널 건물공사는 1986년 싱가포르 국가 개발부가 발주하고 현대건설이 수주하여 3년 6개월 후 1990년 8월에 완공하였다. 공사 금액은 1억 5,200만 달러였으며 현대건설은 이 공사를 계기로 CIDB에서 주관하는 공공상업 빌딩 부문의 "Best Buildable Design Awards 1992"에 선정되었다.

## 같이 보기
- 주얼 창이 에어포트